# 12 oktober
12 oktober is de 285e dag van het jaar (286e dag in een schrikkeljaar) in de gregoriaanse kalender. Hierna volgen nog 80 dagen tot het einde van het jaar.

## Gebeurtenissen
- Algemeen
  - 1654 - De Delftse donderslag, ontploffing van een opslagplaats voor buskruit in de binnenstad van Delft leidt tot vele doden en grote schade.[1]
  - 1999 - De VN melden de geboorte van de zes miljardste wereldburger.[1]
  - 2007 - Het Noorse Nobelcomité maakt bekend dat de Nobelprijs voor de Vrede voor het jaar 2007 wordt toegekend aan het Intergovernmental Panel on Climate Change (IPCC) en de voormalige Amerikaanse vicepresident Al Gore.
  - 2012 - De Nobelprijs voor de Vrede wordt toegekend aan de Europese Unie.[1]
  - 2012 - In België wordt voor het eerst een vonnis geveld wegens draagmoederschap. Zowel de Belgische wensouders die het draagmoederschap betaalden, het Nederlandse echtpaar dat het kind voor een hoger bedrag kocht, als de draagmoeder die het kind op het internet te koop aanbood worden veroordeeld.
  - 2013 - Ten minste 49 mensen komen om wanneer een vrachtauto in een ravijn stort in de Peruviaanse regio Cuzco.
  - 2013 - Bij een ongeval met een sloep op de rivier de Niger in de Malinese regio Mopti komen zeker 32 mensen om het leven.
  - 2013 - In Brazilië komen twaalf mensen om wanneer een boot met pelgrims kapseist tijdens een processie op de Amazone.
  - 2014 - Het dodental als gevolg van de uitbarsting van de Japanse vulkaan Ontake loopt op tot 56.
  - 2014 - In de Egyptische hoofdstad Caïro vindt een internationale donorconferentie over de wederopbouw van de Gazastrook plaats. Die levert ruim vier miljard euro op.
  - 2015 - De Nederlandse Taalunie brengt een nieuwe editie uit van het Groene Boekje, die de vorige uit 2005 vervangt. De regels voor de spelling zijn ongewijzigd gebleven, maar er zijn enkele duizenden nieuwe woorden toegevoegd.
  - 2015 - Rusland hervat de levering van gas aan Oekraïne.
  - 2015 - Bij een ongeluk met een helikopter in Afghanistan komen vijf ISAF-militairen om het leven.
  - 2015 - De Londense politie heft de permanente blokkade van de Ecuadoriaanse ambassade, waar WikiLeaks-oprichter Julian Assange sinds juni 2012 verblijft, op.
  - 2017 - Door overstromingen en aardverschuivingen in Noord- en Midden-Vietnam zijn de afgelopen week zeker 54 doden gevallen. Tientallen mensen worden vermist.[2]
  - 2017 - Shell neemt 30 duizend oplaadpunten voor elektrische auto's over in Nederland.
  - 2019 - Taifoen Hagibis raast over het Japanse eiland Honshu ten zuiden van Tokio. Er vallen meer dan zeventig doden en het regenrecord van 2011 werd gebroken.
- Criminaliteit en veiligheid
  - 1960 - De Japanse leider van de Japanse Socialistische Partij Inejiro Asanuma wordt live tijdens een televisiedebat met een samoeraizwaard doodgestoken door een extremistische nationalist.
  - 1984 - De IRA laat een bom ontploffen in het Grand Hotel in Brighton, waar de Britse premier Margaret Thatcher en haar kabinet verblijven.
  - 2000 - Bij een zelfmoordaanslag op de Amerikaanse torpedojager USS Cole in de haven van Aden in Jemen vallen 17 doden en 39 gewonden; Osama bin Laden zou erachter zitten.
  - 2002 - Een bomaanslag op twee discotheken in de badplaats Kuta op Bali zorgt voor ruim 190 doden onder wie veel westerse toeristen.
  - 2012 - In België onderschept de douane 8032 kilo cocaïne in de haven van Antwerpen. De drugs zitten verstopt in bananendozen op een containerschip uit Ecuador. Een deel wordt opzettelijk niet in beslag genomen om het verdere transport naar Nederland te kunnen volgen. Het is tot nu toe de op een na grootste drugsvangst in Europa.
  - 2013 - Een aanslag met een autobom in de Iraakse stad Samarra eist minstens veertien mensenlevens.
  - 2017 - In het Horsterwold bij Zeewolde wordt het lichaam van de 25-jarige Anne Faber, die sinds 29 september werd vermist, gevonden en geïdentificeerd. Ze blijkt op onnatuurlijke wijze om het leven te zijn gekomen. (Lees verder)
  - 2017 - Syriëgangster Laura H. (21) hoeft niet meer terug de cel in. Het Openbaar Ministerie eist 35 maanden gevangenisstraf tegen de Zoetermeerse, waarvan 24 voorwaardelijk. H. bracht al 12 maanden door in de zwaarbeveiligde terroristenafdeling in Vught.
- Economie
  - 2009 - Aan Elinor Ostrom en Oliver Williamson wordt de Nobelprijs voor de Economie toegekend.
  - 2009 - DSB Bank wordt door De Nederlandsche Bank onder curatele gesteld door toepassing van de noodregeling in de zin van de Wet op het financieel toezicht.
  - 2015 - De Amerikaans-Britse econoom Angus Deaton krijgt de Nobelprijs voor de Economie toegekend.
- Kunst en cultuur
  - 2003 - De popgroep Duran Duran geeft haar eerste concert in 18 jaar.
  - 2006 - De Zweedse Academie maakt bekend dat de Nobelprijs voor Literatuur 2006 is toegekend aan de Turkse schrijver Orhan Pamuk.
  - 2010 - De Britse auteur Howard Jacobson wint de Man Booker Prize for Fiction voor zijn boek The Finkler Question.
  - 2013 - De Belgische popgroep Clouseau komt met haar comebacksingle Vliegtuig meteen op 1 binnen in de Vlaamse Ultratop 50.
  - 2017 - Het wassen beeld van vlogger Enzo Knol wordt onthuld in Madame Tussauds Amsterdam. Hij is de eerste Nederlandse vlogger die een wassen beeld krijgt.
  - 2021 - Jeroen Wollaars ontvangt de Sonja Barend Award voor het televisie-interview dat hij had met Wopke Hoekstra (CDA) in de verkiezingsserie van het Nederlandse televisieprogramma Nieuwsuur.[3]
- Media
  - 1984 - De eerste aflevering van Curry en Van Inkel met Adam Curry en Jeroen van Inkel wordt uitgezonden op Hilversum 3.
  - 2023 - Oogappels, een dramaserie die wordt uitgezonden door BNNVARA, wint de Gouden Televizier-Ring 2023.[4]
- Oorlog
  - 633 - Slag bij Hatfield Chase: Koning Edwin van Northumbria wordt bij Doncaster (Yorkshire) door de Britten onder leiding van Cadwallon van Gwynedd, verbonden met Penda van Mercia, verslagen.
  - 1463 - De Vrede van Zeilsheim maakt een einde aan de Mainzer Stichtoorlog tussen Diether van Isenburg en Adolf II van Nassau-Wiesbaden-Idstein.
  - 1943 - De nazi-koning Tomislav II van Kroatië doet troonsafstand.[1]
  - 2016 - Bij de eerste droneaanval van terreurgroep IS op Iraakse bodem komen twee Koerdische Peshmerga-strijders om het leven.[5]
  - 2016 - In het zuiden van Afghanistan worden meer dan 100 soldaten en politieagenten in de val gelokt en gedood door strijders van de Taliban.[6]
- Politiek
  - 1822 - Brazilië wordt een onafhankelijk keizerrijk.[1]
  - 1956 - Marga Klompé wordt de eerste vrouwelijke minister van Nederland.[1]
  - 1960 - De Russische premier Nikita Chroesjtsjov slaat tijdens een vergadering van de Verenigde Naties met zijn schoen op zijn lessenaar.[1]
  - 1968 - Equatoriaal-Guinea wordt onafhankelijk van Spanje.
  - 1971 - Beëdiging van Soedans eerste president, generaal-majoor Jafaar Numeiri.
  - 1991 - Bij een couppoging in Tsjaad vallen zeker veertig doden.
  - 2014 - Evo Morales wordt met ruime meerderheid herkozen tot president van Bolivia en begint aan zijn derde ambtstermijn.
  - 2016 - De Nederlandse staatssecretaris Eric Wiebes van Financiën stelt de Belastingdienst onder curatele van de Inspectie der Rijksfinanciën na de zeer succesvolle vertrekregeling bij de overheidsinstantie. De Belastingdienst komt via een directeur-generaal rechtstreeks onder het Ministerie van Financiën te staan.[7]
- Recreatie
  - 2017 - This is Holland wordt geopend voor het publiek.
- Religie
  - 1629 - Oprichting van het rooms-katholieke (Latijnse) Bisdom Ispahan (Isfahan) in Perzië.
  - 1986 - Heiligverklaring van kardinaal Giuseppe Maria Tomasi.
- Sport
  - 1916 - Oprichting van de Mexicaanse voetbalclub Club América.
  - 1924 - In de Zwitserse stad Aarau wordt Stadion Brügglifeld officieel in gebruik genomen.
  - 1924 - Oprichting van de Colombiaanse voetbalbond, de Federación Colombiana de Fútbol.
  - 1949 - In Pasto, Colombia wordt de voetbalclub Deportivo Pasto opgericht.
  - 1968 - XIX Olympiade gehouden in Mexico-Stad.[1]
  - 1977 - Het Nederlands voetbalelftal wint in Belfast met 1-0 van Noord-Ierland in de kwalificatiereeks voor het WK voetbal 1978 in Argentinië. PSV'er Willy van de Kerkhof maakt in de 74ste minuut het enige doelpunt. Zijn clubgenoot Willy van der Kuylen speelt zijn 22ste en laatste interland voor Oranje.
  - 1983 - Het Nederlands voetbalelftal buigt in Dublin een 2-0-achterstand tegen Ierland om in een 3-2-overwinning. Ruud Gullit (tweemaal) en Marco van Basten scoren na rust voor Oranje in het EK-kwalificatieduel. Verdediger Sonny Silooy (Ajax) maakt zijn debuut voor Oranje.
  - 1998 - Lindsay Davenport lost Martina Hingis na tachtig weken af als de nummer één op de wereldranglijst der proftennissters; de Amerikaanse moet die positie na zeventien weken weer afstaan aan haar Zwitserse collega.
  - 2002 - Het Sloveens voetbalelftal lijdt de grootste nederlaag uit zijn geschiedenis. In Parijs verliest de ploeg met 5-0 van Frankrijk.
  - 2003 - Autocoureur Michael Schumacher sleept na een loodzware wedstrijd zijn zesde wereldtitel in zijn carrière binnen.
  - 2003 - Golfer Maarten Lafeber wint op de Hilversumsche Golf Club het Dutch Open, en is daarmee de eerste Nederlander in 56 jaar die deze titel behaalt.
  - 2003 - Duitsland wint het vierde WK voetbal voor vrouwen door Zweden in de finale met 2-1 te verslaan.
  - 2013 - De Belgische atleet Frederik van Lierde wint de Ironman Hawaï in een tijd van 8:12:29.
  - 2014 - Op de Wereldkampioenschappen turnen prolongeert Epke Zonderland zijn titel aan de rekstok. Met een score van 16,225 blijft hij de concurrentie een half punt voor.
  - 2014 - In Sotsji wordt de allereerste Grand Prix Formule 1 van Rusland gereden.
  - 2019 - Bauke Mollema wint de herfstklassieker; de ronde van Lombardije. 38 jaar later na de laatste Nederlander Hennie Kuiper.
  - 2019 - Eliud Kipchoge loopt in Wenen als eerste mens de marathon afstand onder de twee uur in een tijd van 1:59:40.
- Wetenschap en technologie
  - 1492 - Columbus "ontdekt" Amerika: hij denkt een andere zeeweg naar Indië gevonden te hebben. De bewoners van het nieuw ontdekte land noemt hij 'Indianos'.[1]
  - 1847 - Oprichting van Telegraphen-Bauanstalt von Siemens & Halske, het latere Duitse concern Siemens AG.
  - 1964 - Lancering van de Russische Voschod 1, de eerste ruimtevlucht met een bemanning bestaande uit meer dan één persoon. Bemanningsleden Konstantin Feoktistov en Boris Jegorov zijn de eerste burgers ooit die naar de ruimte gaan, Vladimir Komarov is de commandant tijdens deze vlucht.[8]
  - 2006 - Het Ds. Pierson College in Den Bosch wint De Gouden Schoolbank vanwege het beste studiehuis van Nederland.
  - 2022 - Lancering van een Epsilon PBS raket van JAXA vanaf Uchinoura Space Center (Japan) met de RAISE-3 (RApid Innovative payload demonstration Satellite-3), QPS-SAR 3 & QPS-SAR 4 satellieten en 5 cubesats van verschillende Japanse instellingen en bedrijven. Na zo'n 6 minuten wordt de vlucht afgebroken vanwege technische problemen.[9]
  - 2022 - Lancering van een Proton-M raket van Roskosmos vanaf Bajkonoer Kosmodroom in Kazachstan voor de Angosat-2 missie met de gelijknamige Angolese communicatiesatelliet.[10][11]

## Geboren

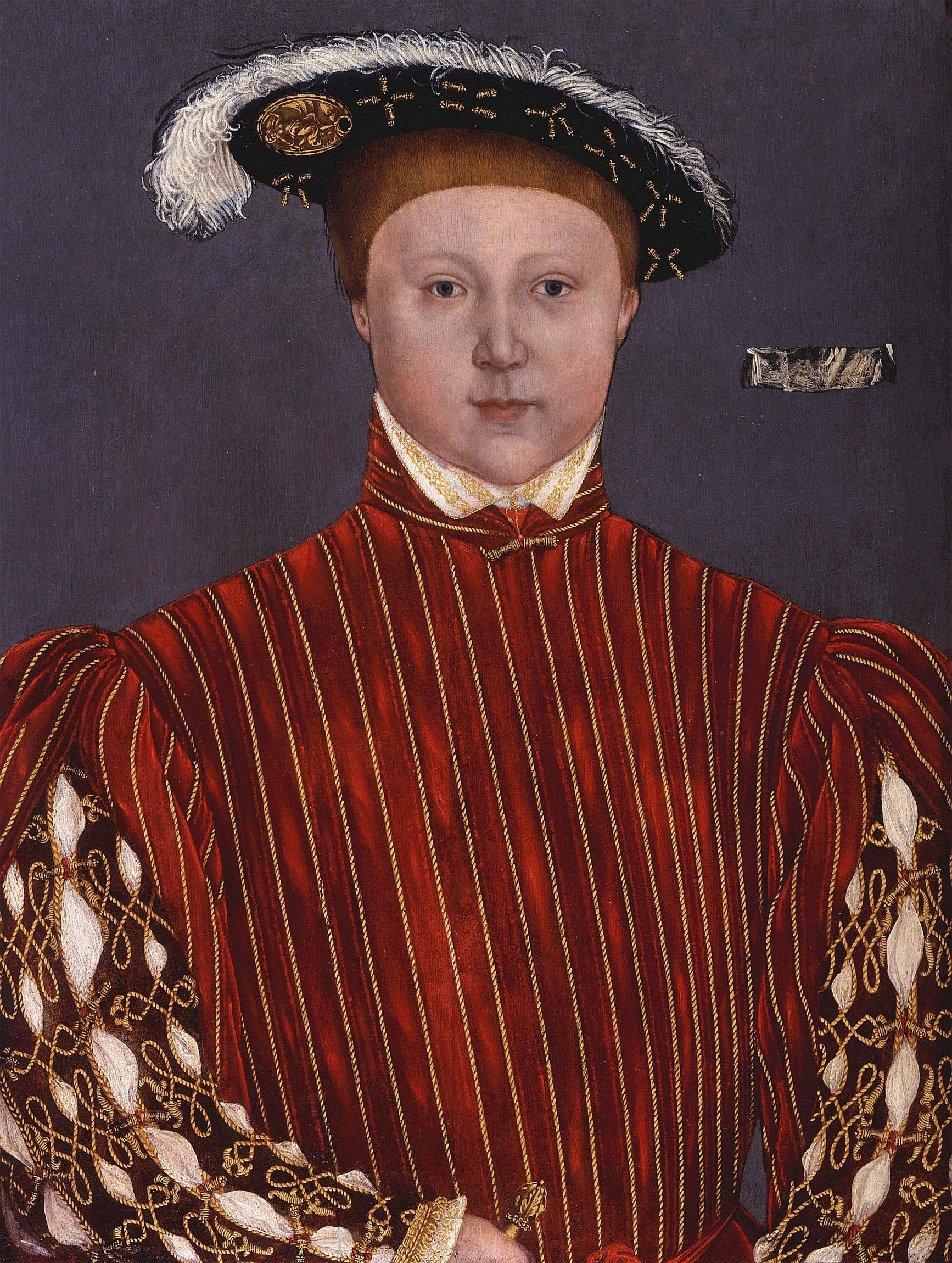
Eduard VI van Engeland,
geboren in 1537

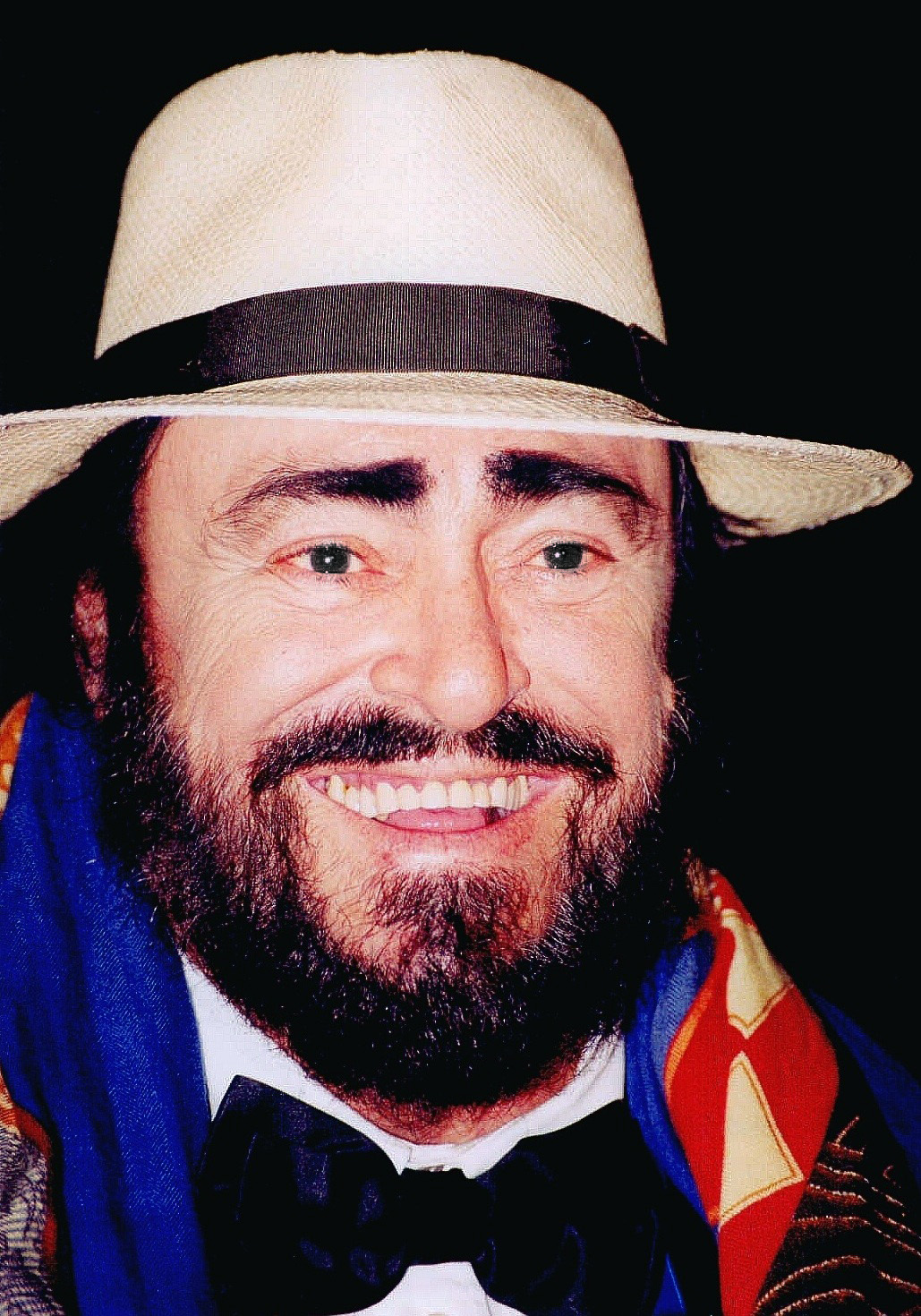
Luciano Pavarotti,
geboren in 1935

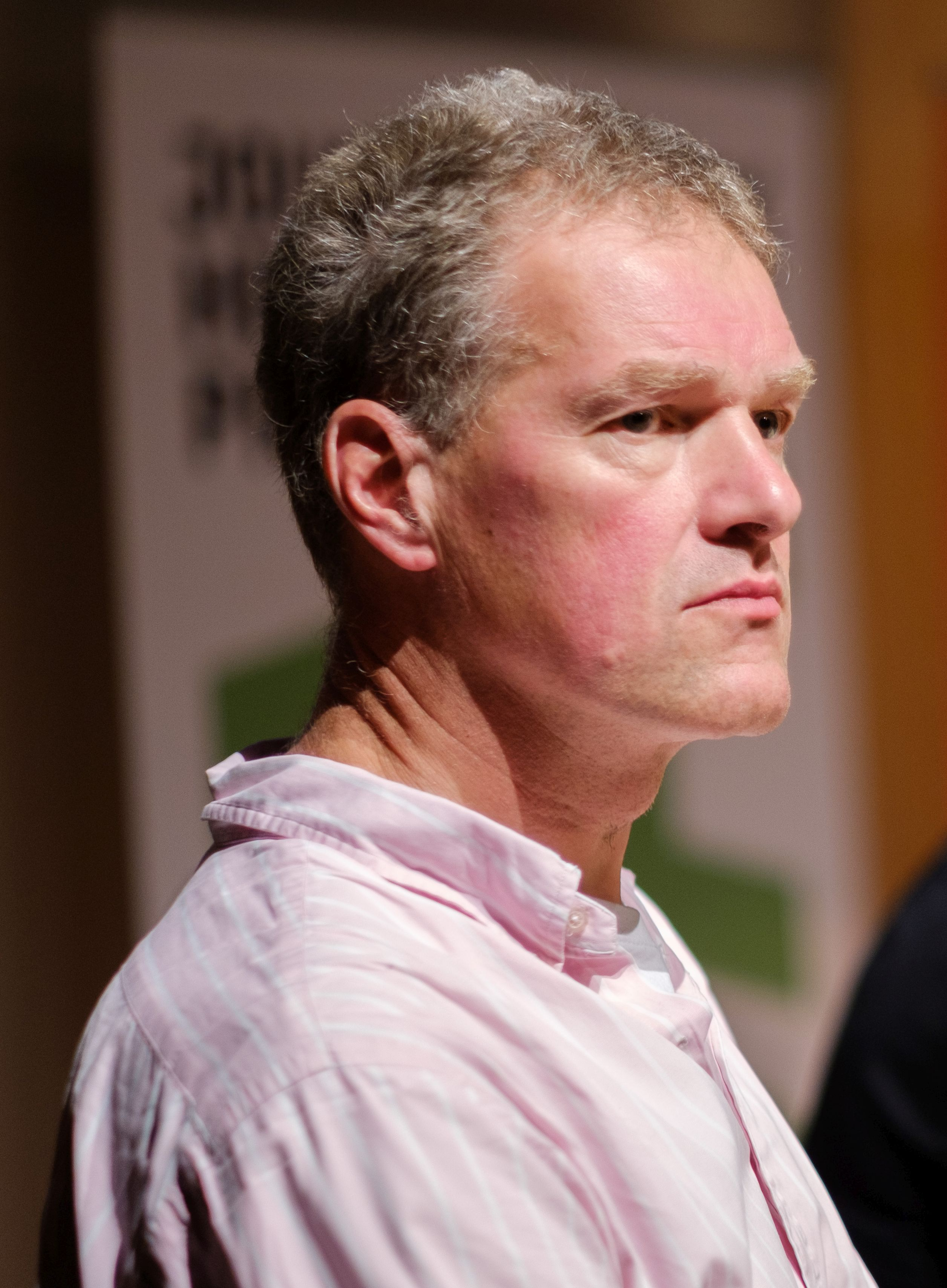
Bart Brouwers,
geboren in 1960

- 1537 - Eduard VI, koning van Engeland (1547-1553) (overleden 1553)
- 1762 - Jan Willem Janssens, Nederlands patriot en minister (overleden 1838)
- 1798 - Peter I van Brazilië, keizer van Brazilië (1822-1831) en koning van Portugal (1826-1834) (overleden 1834)
- 1801 - Friedrich Frey-Herosé, Zwitsers politicus (overleden 1873)
- 1801 - Carl August von Steinheil, Duits natuurkundige (overleden 1870)
- 1836 - Willem Constantijn van Pallandt van Waardenburg, Nederlands politicus (overleden 1905)
- 1858 - Pietro Maffi, Italiaans kardinaal-aartsbisschop van Pisa (overleden 1931)
- 1868 - Mariano Trias, Filipijns revolutionair generaal (overleden 1914)
- 1872 - Ralph Vaughan Williams, Brits componist en dirigent (overleden 1958)
- 1875 - Aleister Crowley, Brits occultist (overleden 1947)
- 1881 - Carl Friedrich Roewer, Duits arachnoloog (overleden 1963)
- 1885 - Jacques Keyser, Nederlands atleet (overleden 1954)
- 1886 - Christiaan Pieter Gunning, Nederlands pedagoog en classicus (overleden 1960)
- 1889 - Alma Karlin, Sloveens-Oostenrijks schrijfster en wereldreizigster (overleden 1950)
- 1891 - Edith Stein, Duits filosofe (overleden 1942)
- 1893 - George Hodgson, Canadees zwemmer (overleden 1983)
- 1893 - Joseph Musch, Belgisch voetballer (overleden 1971)
- 1898 - Merle Isaac, Amerikaans componist, muziekpedagoog, dirigent en organist (overleden 1996)
- 1898 - Oskar Üpraus, Estisch voetballer (overleden 1968)
- 1899 - Jan Voogt Pieterszoon, stierf als oudste man van Nederland (overleden 2006)
- 1900 - Norman Tindale, Australisch antropoloog en etnograaf (overleden 1993)
- 1902 - Adriaan Paulen, Nederlands atleet, sportbestuurder en verzetsman (overleden 1985)
- 1902 - Dick Binnendijk, Nederlands dichter en criticus (overleden 1984)
- 1906 - Jussi Sukselainen, Fins politicus (overleden 1995)
- 1906 - Piero Taruffi, Italiaans autocoureur (overleden 1988)
- 1909 - Han Dunk, Nederlands componist, tekstdichter en muziekuitgever (overleden 1996)
- 1911 - Félix Lévitan, Frans journalist en sportbestuurder (overleden 2007)
- 1911 - Maribel Vinson, Amerikaans kunstschaatsster (overleden 1961)
- 1912 - Hermann Graf, Duits gevechtspiloot (overleden 1988)
- 1913 - Edmond Michiels, Belgisch waterpoloër (overleden 1991)
- 1917 - Jan Baas, Nederlands politicus (overleden 2012)
- 1917 - Han Bentz van den Berg, Nederlands acteur en regisseur (overleden 1976)
- 1918 - Frank Armi, Amerikaans autocoureur (overleden 1992)
- 1919 - Doris Miller, Amerikaans marinekok onderscheiden met onderscheiden met het Navy Cross (overleden 1943)
- 1921 - Jaroslav Drobný, Tsjechisch, Egyptisch en Brits ijshockeyer en tennisser (overleden 2001)
- 1922 - Waldemar Fiúme, Braziliaans voetballer (overleden 1996)
- 1925 - Fons Jansen, Nederlands cabaretier (overleden 1991)
- 1925 - William Steinkraus, Amerikaans ruiter (overleden 2017)
- 1925 - John Van Mullem, Belgisch atleet
- 1926 - César Pelli, Argentijns architect (overleden 2019)
- 1926 - Nikita Simonjan, Sovjet-voetballer en trainer
- 1926 - Joop Smits, Nederlands presentator en zanger (overleden 2003)
- 1928 - Djivan Gasparyan, Armeens instrumentalist en componist (overleden 2021)
- 1931 - Ole-Johan Dahl, Noors informaticus (overleden 2002)
- 1931 - Paul Depaepe, Belgisch wielrenner
- 1933 - Titus Buberník, Slowaaks voetballer (overleden 2022)
- 1933 - Broos van Erp, Nederlands politicus (overleden 1997)
- 1934 - Oğuz Atay, Turks schrijver (overleden 1977)
- 1934 - Alex Boeye, Belgisch zanger en gitarist (overleden 2024)
- 1934 - Richard Meier, Amerikaans architect
- 1935 - Sam Moore, Amerikaans soulzanger (overleden 2025)
- 1935 - Luciano Pavarotti, Italiaans operazanger (overleden 2007)
- 1936 - Inge Brück, Duits zangeres en actrice
- 1937 - Astère-Michel Dhondt, Nederlands schrijver en pedofiel
- 1937 - Paul Hawkins, Australisch autocoureur (overleden 1969)
- 1937 - Jan Huberts, Nederlands motorcoureur (overleden 2016)
- 1939 - Rini Bartels, Nederlands voetballer
- 1939 - Johannes van Staden, Zuid-Afrikaans botanicus
- 1940 - Luciano Armani, Italiaans wielrenner (overleden 2023)
- 1940 - Anja Latenstein van Voorst-Woldringh, Nederlands politica
- 1941 - Frank Alamo, Frans zanger (overleden 2012)
- 1941 - Stefaan Van den Bremt, Belgisch dichter en essayist
- 1941 - Kees Verkade, Nederlands beeldend kunstenaar (overleden 2020)
- 1942 - Daliah Lavi, Israëlisch actrice, zangeres en model (overleden 2017)
- 1942 - Melvin Franklin, Amerikaans zanger (overleden 1995)
- 1943 - Bernd Gentges, Belgisch politicus
- 1943 - Jakob "Köbi" Kuhn, Zwitsers voetballer en voetbalcoach (overleden 2019)
- 1943 - Bertil Roos, Zweeds autocoureur (overleden 2016)
- 1944 - Dragutin Čermak Joegoslavische basketballer (overleden 2021)
- 1945 - Dusty Rhodes, Amerikaans professioneel worstelaar (overleden 2015)
- 1946 - Edward Hagedorn, Filipijns politicus (overleden 2023)
- 1946 - Aart Koopmans, Nederlands zakenman (overleden 2007)
- 1948 - Rick Parfitt, Brits gitarist (Status Quo) (overleden 2016)
- 1949 - Jon Anderson, Amerikaans atleet
- 1950 - Knut Knudsen, Noors wielrenner
- 1950 - Robert Kranenborg, Nederlands televisiekok
- 1953 - Ted Ponjee, Nederlands componist, muziekpedagoog en saxofonist (overleden 2002)
- 1953 - Neven Mimica, Kroatisch politicus en diplomaat
- 1954 - Tom Blomberg, Zweeds-Nederlands radiomaker
- 1954 - Fons Brydenbach, Belgisch atleet (overleden 2009)
- 1954 - Agbéyomé Messan Kodjo, Togolees politicus (overleden 2024)
- 1955 - Ante Gotovina, Kroatisch generaal
- 1955 - Koos Janssen, Nederlands burgemeester
- 1955 - Dicky Brand, Nederlands beeldhouwster
- 1956 - Will Koopman, Nederlands regisseuse
- 1956 - Jörg Weißflog, Oost-Duits voetballer
- 1958 - Jo Vally, Belgisch zanger
- 1959 - Paul Goddard, Engels voetballer
- 1960 - Bart Brouwers, Nederlands journalist
- 1961 - Bob Mould, Amerikaans gitarist, zanger en songwriter
- 1961 - Anton Stapelkamp, Nederlands politicus
- 1962 - Carlos Bernard, Amerikaans acteur
- 1963 - Fred van der Hoorn, Nederlands voetballer
- 1963 - Dave Legeno, Engels acteur, bokser en expert in mixed martial arts (overleden 2014)
- 1963 - Alan McDonald, Noord-Iers voetballer en voetbalcoach (overleden 2012)
- 1966 - Wim Jonk, Nederlands voetballer en voetbaltrainer
- 1966 - Hanna Birna Kristjánsdóttir, IJslands politica en burgemeester van Reykjavik
- 1966 - Inge Moerenhout, Belgisch presentatrice
- 1966 - Roberto Sensini, Argentijns voetballer en voetbalcoach
- 1967 - Robbert Baruch, Nederlands politicus
- 1967 - Susanne Munk Lauritsen, Deens handbalster
- 1967 - Frode Olsen, Noors voetballer
- 1967 - Lucille Werner, Nederlands televisiepresentatrice
- 1968 - Hugh Jackman, Australisch acteur
- 1968 - Hans Kok, Nederlands filmmaker
- 1969 - Dominique Weesie, Nederlands presentator, journalist en omroepvoorzitter
- 1970 - Kirk Cameron, Amerikaans acteur
- 1970 - Robert Vuijsje, Nederlands journalist en schrijver
- 1972 - Tom Van Mol, Belgisch voetballer
- 1973 - Márcio Araújo, Braziliaans beachvolleyballer
- 1973 - Marten Eikelboom, Nederlands hockeyspeler
- 1973 - Bas Kennis, Nederlands muzikant
- 1974 - Nur B. Ali, Pakistaans autocoureur
- 1974 - Stephen Lee, Engels snookerspeler
- 1975 - Marion Jones, Amerikaans atlete
- 1976 - Kajsa Bergqvist, Zweeds atlete
- 1976 - Raúl Guerrón, Ecuadoraans voetballer
- 1977 - Bode Miller, Amerikaans alpineskiër
- 1977 - Joeri Pardo, Belgisch voetballer
- 1977 - Vita Palamar, Oekraïens atlete
- 1978 - Baden Cooke, Australisch wielrenner
- 1979 - Philipp Schoch, Zwitsers snowboarder
- 1980 - Nadzeja Astaptsjoek, Wit-Russisch atlete
- 1980 - Fadrique Iglesias, Boliviaans atleet
- 1980 - Ann Wauters, Belgisch basketbalster
- 1981 - Tom Guiry, Amerikaans acteur
- 1981 - Winston Parks, Costa Ricaans voetballer
- 1981 - Sun Tiantian, Chinees tennisster
- 1982 - Ricky Bochem, Nederlands voetballer
- 1983 - Alex Brosque, Australisch voetballer
- 1983 - Gastón Fernández, Argentijns voetballer
- 1983 - Katie Piper, Engels presentatrice
- 1983 - Adriaan Saman, Nederlands atleet
- 1984 - Manu Dagher, Liberiaans voetballer
- 1984 - Marco Fontana, Italiaans veldrijder
- 1984 - Emmanuel Mutai, Keniaans atleet
- 1985 - Michelle Carter, Amerikaans atlete
- 1985 - Janay DeLoach, Amerikaans atlete
- 1986 - Robe Guta, Ethiopisch atlete
- 1986 - Kirk Palmer, Australisch zwemmer
- 1986 - Cristhian Stuani, Uruguayaans-Italiaans voetballer
- 1986 - Raimo Westerhof, Nederlands atleet
- 1986 - Michael Woods, Canadees wielrenner
- 1987 - Shaun Evans, Australisch voetbalscheidsrechter
- 1987 - Besian Idrizaj, Oostenrijks voetballer (overleden 2010)
- 1987 - Marvin Ogunjimi, Belgisch-Nigeriaans voetballer
- 1987 - Elias Smekens, Belgisch radiopresentator
- 1987 - André Steensen, Deens wielrenner
- 1988 - Jules Cluzel, Frans motorcoureur
- 1988 - Dmytro Koebrjak, Oekraïens voetbalscheidsrechter
- 1988 - Calum Scott, Brits singer-songwriter
- 1989 - Paulo Henrique Ganso, Braziliaans voetballer
- 1989 - Aniek Schepens, Nederlands voetbalster
- 1990 - Manon Azem, Frans actrice
- 1990 - Henri Lansbury, Engels voetballer
- 1991 - Janice Blok, Nederlands actrice en influencer
- 1991 - Thiemo Storz, Duits autocoureur
- 1991 - Panagiotis Vlachodimos, Grieks-Duits voetballer
- 1992 - Josh Hutcherson, Amerikaans acteur
- 1993 - Pipo Derani, Braziliaans autocoureur
- 1993 - Samuel Gigot, Frans voetballer
- 1993 - Alexander Jeremejeff, Zweeds-Russisch voetballer
- 1993 - Joe Ralls, Engels voetballer
- 1994 - Valērijs Šabala, Lets voetballer
- 1994 - Olivia Smoliga, Amerikaans zwemster
- 1995 - Mickaël Malsa, Martinikaans-Frans voetballer
- 1995 - Yan Zibei, Chinees zwemmer
- 1996 - Riechedly Bazoer, Nederlands-Curaçaos voetballer
- 1997 - Sofia Beggin, Italiaans wielrenster
- 1997 - Nikola Milenković, Servisch voetballer
- 1998 - Gabrielle Carle, Canadees voetbalster
- 1998 - Miyabi Onitsuka, Japans snowboardster
- 1999 - Jens Petter Hauge, Noors voetballer
- 1999 - Des Kunst, Nederlands voetballer
- 1999 - Gary Magnée, Belgisch voetballer
- 2000 - Mia Threapleton, Brits actrice
- 2002 - Iris Apatow, Amerikaans actrice
- 2002 - Kristín Sesselja, IJslands zangeres
- 2003 - Laura Dankelman, Nederlands voetbalster

## Overleden

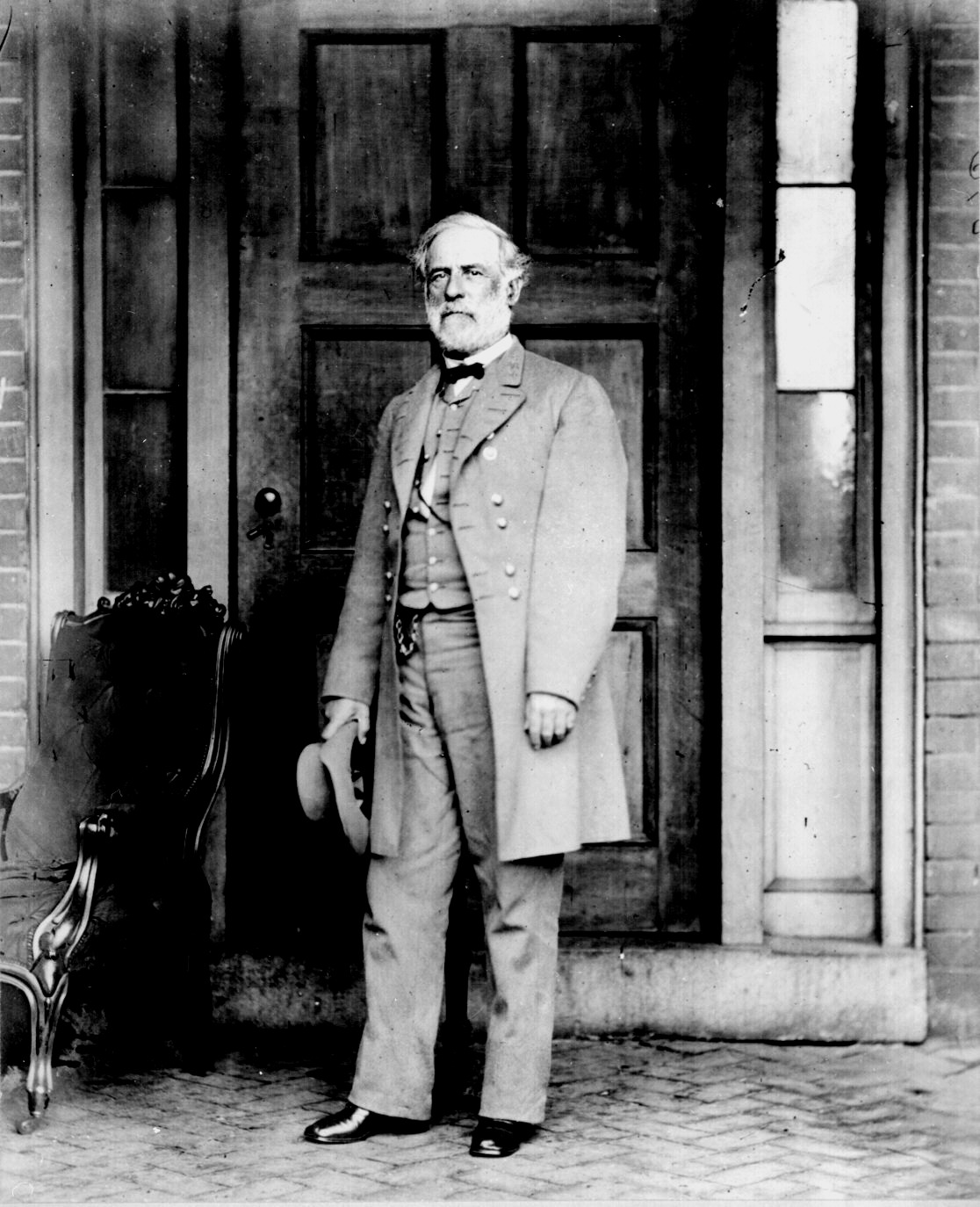
Robert E. Lee,
overleden in 1870

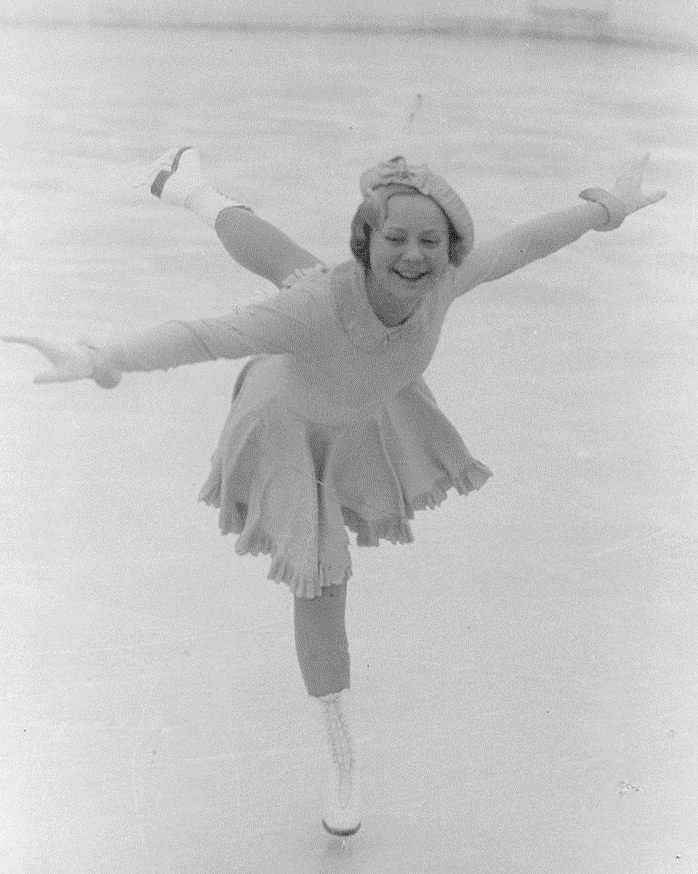
Sonja Henie,
overleden in 1969

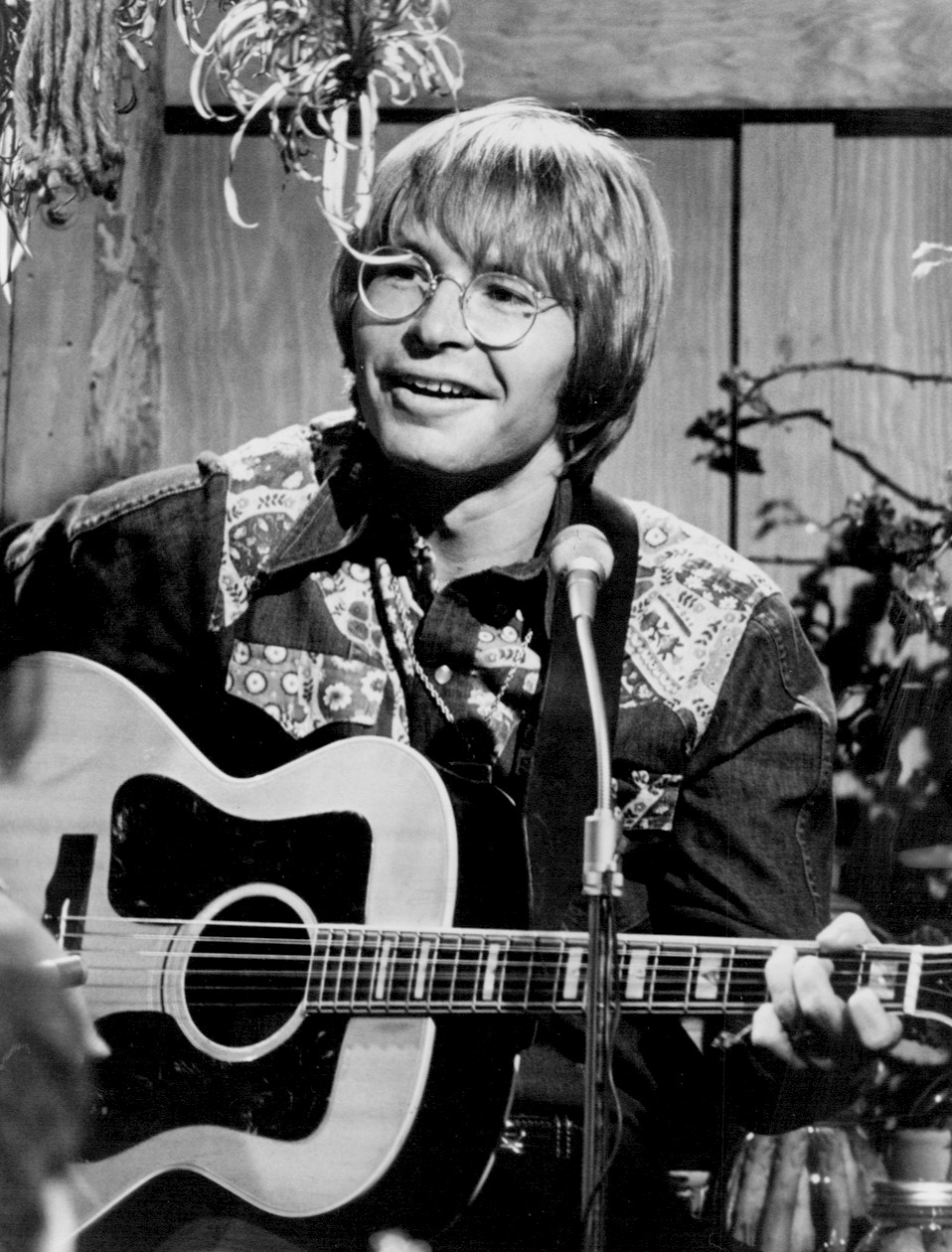
John Denver,
overleden in 1997

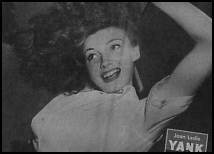
Joan Leslie
overleden in 2015

- 633 - Edwin van Northumbria, Angelsaksische koning (of 632)
- 638 - Paus Honorius I
- 642 - Paus Johannes IV
- 1730 - Frederik IV van Denemarken (59), koning van Denemarken en Noorwegen
- 1820 - Elias Annes Borger (36), Nederlands hoogleraar en schrijver
- 1845 - Elizabeth Fry (65), Engels gevangenishervormster, abolitionist en filantroop
- 1870 - Robert E. Lee (63), Amerikaans generaal
- 1932 - Hendrik Ouwerling (70), Nederlands onderwijzer en streekhistoricus
- 1938 - Jan van Oort (71), Nederlands schilder en illustrator
- 1940 - Luis Fontés (27), Brits autocoureur
- 1940 - Tom Mix (60), Amerikaans acteur
- 1942 - Philip van Praag sr. (53), Nederlands kunstenaar
- 1944 - Klara Borstel-Engelsman (102), oudste slachtoffer van de Holocaust in Nederland
- 1944 - Bate Gerrit Peereboom, Nederlands politicus
- 1947 - Fernand Jacquet (58), Belgisch militair
- 1950 - Charles Gmelin (78), Brits atleet
- 1956 - Lorenzo Perosi (83), Italiaans priester en componist
- 1964 - Renaat Grassin (Ketje) (64), Belgisch cabaretier
- 1967 - Günther Blumentritt (75), Duits generaal
- 1969 - Sonja Henie (57), Noors kunstschaatsster
- 1971 - Dean Acheson (78), Amerikaans politicus
- 1971 - Gene Vincent (36), Amerikaans artiest
- 1974 - Pink Anderson, Amerikaans muzikant
- 1976 - José Rozo Contreras (82), Colombiaans componist en dirigent
- 1985 - Duke Dinsmore (72), Amerikaans autocoureur
- 1990 - Max Tailleur (81), Nederlands humorist
- 1991 - Narciso Doval (47), Argentijns voetballer
- 1992 - Alexander Pola (78), Nederlands acteur, tekstschrijver en komiek
- 1996 - René Lacoste (92), Frans tennisser en kledingontwerper
- 1996 - Roger Lapébie (85), Frans wielrenner
- 1996 - Gerard Thoolen (53), Nederlands acteur
- 1997 - John Denver (53), Amerikaans zanger
- 1998 - Frits Mitrasing (77), Surinaams jurist, hoogleraar en politicus
- 1998 - Matthew Shepard (21), Amerikaans student
- 1999 - Margie Ball (51), Nederlands zangeres
- 1999 - Wilt Chamberlain (63), Amerikaans basketballer
- 2000 - Wil den Hollander (85), Nederlands schrijfster
- 2002 - Ray Conniff (85), Amerikaans orkestleider
- 2005 - Charles Moons (88), Nederlands rechtsgeleerde
- 2006 - Carlo Acutis (15), Italiaans computerprogrammeur en zalige
- 2006 - Eugene Martin (91), Frans autocoureur
- 2006 - Gillo Pontecorvo (86), Italiaans filmregisseur en scenarioschrijver
- 2009 - Frank Vandenbroucke (34), Belgisch wielrenner
- 2010 - Willem Breedveld (65), Nederlands journalist
- 2011 - Heinz Bennent (90), Duits acteur
- 2011 - Patricia Breslin (80), Amerikaans actrice
- 2011 - Lambert Giebels (76), Nederlands schrijver, politicus en historicus
- 2011 - Dennis Ritchie (70), Amerikaans informaticus, programmeur, grondlegger van de programmeertaal C
- 2012 - Jean-Pierre Hautier (56), Belgisch radio- en televisiepresentator
- 2012 - Harry Valérien (88), Duits sportjournalist en -presentator
- 2013 - Glen Dell (51), Zuid-Afrikaans luchtacrobaat
- 2015 - Joan Leslie (90), Amerikaans actrice
- 2016 - Georges Désir (91), Belgisch politicus
- 2018 - Paul Andreu (80), Frans architect
- 2018 - Pik Botha (86), Zuid-Afrikaans minister
- 2018 - Willem Okkerse (72), Nederlands bedrijfskundige
- 2019 - Nanni Galli (79), Italiaans autocoureur
- 2019 - Reg Watson (93), Australisch televisieproducent
- 2020 - Gerty Christoffels (62), Belgisch presentatrice
- 2020 - Conchata Ferrell (77), Amerikaans actrice
- 2020 - Yehoshua Kenaz (83), Israëlisch schrijver
- 2020 - Jan Willem Wegstapel (96), Nederlands politicus en bestuurder
- 2021 - Dragutin Čermak (77), Joegoslavisch basketballer
- 2021 - Paddy Moloney (83), Iers folkmuzikant (The Chieftains)
- 2021 - Geert Jan van Oldenborgh (59), Nederlands klimatoloog en natuurkundige
- 2022 - Bernardo Adam Ferrero (80), Spaans componist en muziekpedagoog
- 2022 - Lucious Jackson (80), Amerikaans basketballer
- 2022 - Konstantin Landa (50), Russisch schaakgrootmeester
- 2022 - Ralph Gottfrid Pearson (103), Amerikaans chemicus
- 2022 - Jef Turf (90), Belgisch kernfysicus en communist
- 2023 - Luis Garavito (66), Colombiaans serieverkrachter en -moordenaar
- 2024 - Lilly Ledbetter (86), Amerikaans activiste
- 2024 - Alex Salmond (69), Brits (Schots) politicus

## Viering/herdenking

Día de la Hispanidad

Onafhankelijksdag Equatoriaal-Guinea

- Día de la Hispanidad (letterlijk, "Dag van de Spaansheid") - De dag waarop Columbus Amerika ontdekte wordt in Spaanstalige landen en ex-kolonies van Spanje gevierd, en voorts ook in de Verenigde Staten en Italië, als Columbusdag
- Equatoriaal-Guinea: Onafhankelijksdag
- Wereld Reumadag[12]
- Rooms-katholieke kalender:
  - Heilige Wilfri(e)d(us) van York († 709) - Gedachtenis (in aartsbisdom Utrecht en bisdom Haarlem-Amsterdam)
  - Heilige Edwin (van Northumbria) († 633)
  - Heilige Serafien (van Montegranaro) († 1604) (Franciscanen)
  - Heilige Filippus (evangelist) († 1e eeuw)
  - Heilige Maximiliaan van Lorch († 284)
  - Heilige Harlindis (van Aldeneik) († c. 745) - Gedachtenis (in bisdom Hasselt)
  - Heilige Amelius en Amicus († c. 773)
  - Heilige paus Felix IV († 530), paus en martelaar
  - Zalige Carlo Acutis († 2006)

## Weerextremen

### Nederland
| | Officiële records | Officiële records | Officiële records |      | Landelijke records | Landelijke records | Landelijke records                   |
| Gebeurtenis | Jaar              | Extreem           | Locatie           | Jaar | Extreem            | Locatie            |                                      |
| --- | ----------------- | ----------------- | ----------------- | ---- | ------------------ | ------------------ | ------------------------------------ |
| Laagste etmaalgemiddelde temperatuur (°C) | 1919              | 4,3               | De Bilt           |      | 1973               | 2,9                | Gilze-Rijen                          |
| Hoogste etmaalgemiddelde temperatuur (°C) | 2018              | 18,7              | De Bilt           |      | 2018               | 19,9               | Maastricht                           |
| Laagste minimumtemperatuur (°C) | 1912              | −3,1              | De Bilt           |      | 1912               | −3,1               | De Bilt                              |
| Hoogste minimumtemperatuur (°C) | 2018              | 14,7              | De Bilt           |      | 2023               | 15,8               | Vlissingen                           |
| Laagste maximumtemperatuur (°C) | 1919              | 7,8               | De Bilt           |      | 1973               | 6,0                | Gilze-Rijen                          |
| Hoogste maximumtemperatuur (°C) | 2018              | 22,8              | De Bilt           |      | 2018               | 25,7               | Arcen                                |
| Hoogste uurgemiddelde windsnelheid (m/s) | 1923              | 12,9              | De Bilt           |      | 1993               | 22,6               | Huibertgat, IJmuiden                 |
| Hoogste windstoot (m/s) | 1993              | 20,6              | De Bilt           |      | 1993               | 29,8               | Huibertgat                           |
| Langste zonneschijnduur (uur) | 1992              | 10,2              | De Bilt           |      | 1992 1994          | 10,2               | De Bilt Vlissingen                   |
| Langste neerslagduur (uur) | 2011              | 16,5              | De Bilt           |      | 2019               | 20,2               | Hoek van Holland                     |
| Hoogste etmaalsom van de neerslag (mm) | 1960              | 55,9              | De Bilt           |      | 1960               | 55,9               | De Bilt                              |
| Laagste etmaalgemiddelde relatieve vochtigheid (%) | 1992              | 63                | De Bilt           |      | 1992               | 61                 | Cabauw                               |
| Laagste uurwaarde luchtdruk op zeeniveau (hPa) | 1917              | 978,2             | De Bilt           |      | 1917               | 977,4              | De Kooy                              |
| Hoogste uurwaarde luchtdruk op zeeniveau (hPa) | 1985              | 1037,7            | De Bilt           |      | 1985               | 1038,2             | Rotterdam, Valkenburg ZH, Vlissingen |
| Officiële records worden altijd gemeten op het KNMI-weerstation in De Bilt. Landelijke records kunnen worden gemeten op elk officieel KNMI-weerstation in Nederland. |                   |                   |                   |      |                    |                    |                                      |

Uitzonderlijke gebeurtenissen
- 1978 - Laatste officiële warme dag van het jaar (maximumtemperatuur ≥ 20 °C in De Bilt)
- 2003 - Laatste officiële zachte dag van het jaar (maximumtemperatuur ≥ 15 °C in De Bilt)
- 2023 - Officieel hoogste etmaalsom van de neerslag in mm van oktober dit jaar gemeten in De Bilt: 36,7. Samen met 13 oktober

### België
Dagrecords
- 1919 - Laagste etmaalgemiddelde temperatuur 4,1 °C
- 2005 - Hoogste etmaalgemiddelde temperatuur 17,5 °C
- 1919 - Laagste minimumtemperatuur −0,6 °C
- 1990 - Hoogste maximumtemperatuur 25,7 °C
- 1903 - Hoogste etmaalsom van de neerslag 30,4 mm

Uitzonderlijke gebeurtenissen
- 1903 - In de streek van Bogaarden (Pepingen) verwoest een tornado een duizendtal bomen. In Zonnebeke wordt een zwak exemplaar waargenomen.
- 1975 - 2 cm sneeuw in Botrange (Weismes). Dit is de vroegste datum van de eeuw, waarop een meetbare sneeuwlaag wordt vastgesteld.
- 1990 - In vallei van de Lomme: minimumtemperatuur −0,4 °C en maximumtemperatuur 25,4 °C. Dit is een temperatuurverschil van 25,8 °C in één dag.

<< · 1 · 2 · 3 · 4 · 5 · 6 · 7 · 8 · 9 · 10 · 11 · 12 · 13 · 14 · 15 · 16 · 17 · 18 · 19 · 20 · 21 · 22 · 23 · 24 · 25 · 26 · 27 · 28 · 29 · 30 · 31 · >>